# Friedrich Creuzer

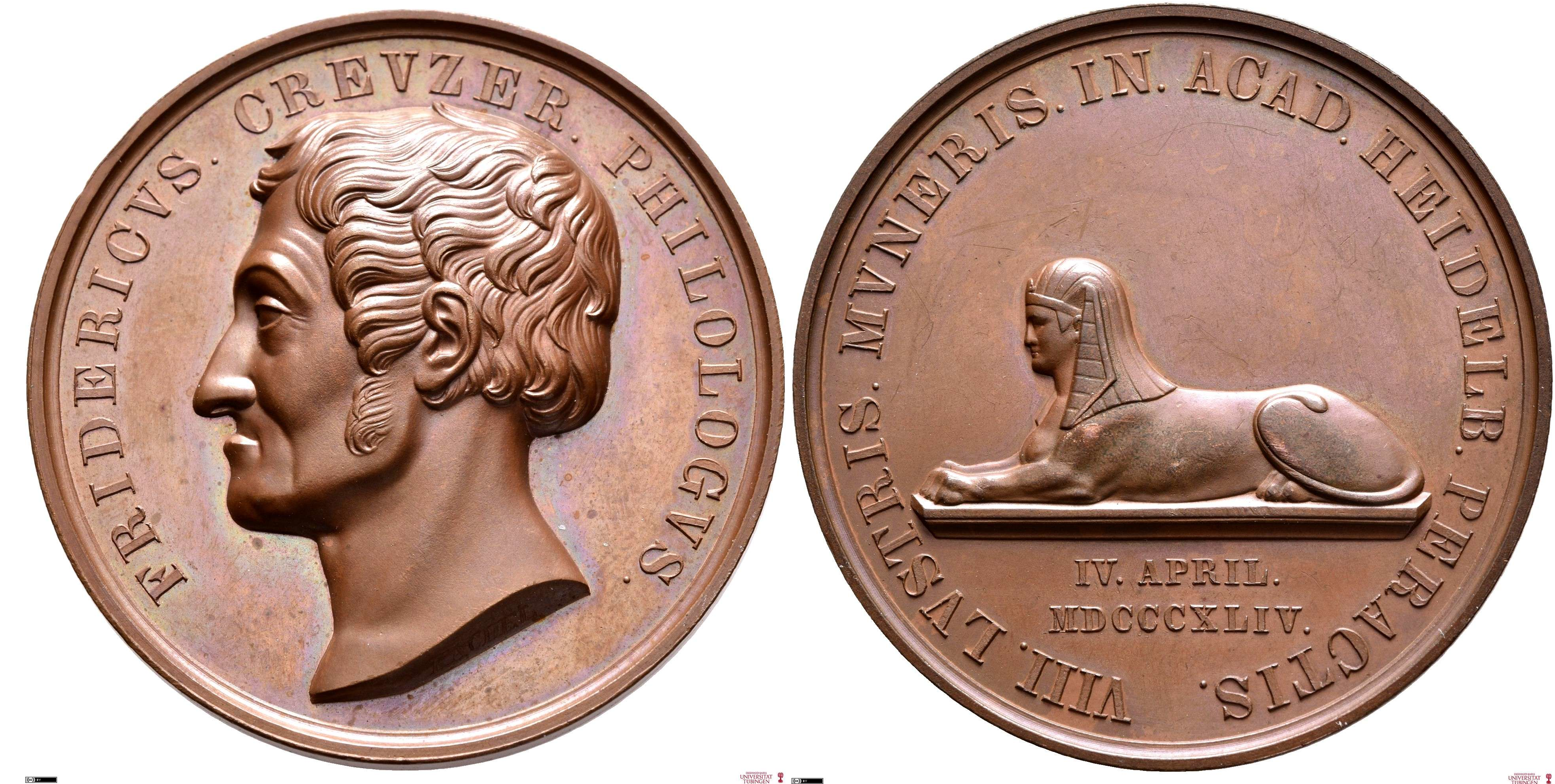
Medaglia commemorativa di Georg Friedrich Creuzer (1844)

Georg Friedrich Creuzer (Marburgo, 10 marzo 1771 – Heidelberg, 6 febbraio 1858) è stato un filologo e archeologo tedesco.

## Biografia
Era figlio di un rilegatore di libri. Dopo aver studiato presso le università di Marburgo e Jena, si recò a Lipsia come insegnante privato, ma nel 1802 fu nominato professore a Marburgo, e due anni dopo professore di filologia e di storia antica ad Heidelberg.
Mantenne la seconda cattedra per quasi 45 anni, con l'eccezione di un breve periodo trascorso presso l'Università di Leiden, dove subì gli influssi negativi del clima olandese. È stato uno dei principali fondatori del Heidelbergischen Jahrbücher (Annali di Heidelberg) creati ad Heidelberg nel 1807. L'Académie des Inscriptions et Belles-Lettres di Parigi lo nominò fra i suoi membri e ricevette, dal Granduca di Baden, la dignità di consigliere privato.
La prima e più famosa opera di Creuzer fu Symbolik und Mythologie der alten Völker, besonders der Griechen (1810–12, 2ª ed. 1819, 3ª ed. 1837), in cui egli sosteneva che la mitologia di Omero e di Esiodo proveniva da una fonte orientale attraverso i Pelasgi e rifletteva il simbolismo di una rivelazione antica, come una riconciliazione con la religione giudaico-cristiana. Egli fu lodato da Hegel nella sua Filosofia del diritto.
Fra le altre opere di Creuzer si ricordano:
- Una edizione di Plotino
- Una parziale edizione di Cicerone, nella cui estensione in collaborazione con Moser
- Die historische Kunst der Griechen (1803)
- Epochen der griechischen Literaturgeschichte (1802)
- Abriss der römischen Antiquitaten (1824)
- Zur Geschichte altrömischer Cultur am Oberrhein und Neckar (1833)
- Zur Gemmenkunde (1834)
- Das Mithreum von Neuenheim (1838)
- Zur Galerie der alten Dramatiker (1839)
- Zur Geschichte der classischen Philologie (1854).

Vedere anche l'autobiografico Aus dem Leben eines alten Professors (Leipzig e Darmstadt, 1848), in cui venne aggiunto, nell'anno della sua morte, Paralipomena der Lebenskunde eines alten Professors (Frankfurt, 1858); anche Starck, Friederich Kreuzer, sein Bildungsgang und seine bleibende Bedeutung (Heidelberg, 1875).

## Onorificenze
Nel 1844 gli venne dedicata una medaglia.